# Гней Корнелий Блазион (цензор)
Гней Корне́лий Блазио́н (лат. Gnaeus Cornelius Blasio; III век до н. э.) — древнеримский военный и политический деятель из патрицианского рода Корнелиев, двукратный консул (в 270 и 257 годах до н. э.), цензор 265 года до н. э.

## Биография
В 270 году до н. э. Блазион избирался консулом вместе с Гаем Генуцием Клепсиной. В свой консулат он одержал победу на Регием, за что и получил триумф. В 265 году до н. э. Гней исполнял обязанности цензора вместе с Гаем Марцием Рутилом Цензорином. В 257 году до н. э. он вторично был консулом вместе с Гаем Атилием Регулом Серраном.
Внуком Гнея Корнелия мог быть проконсул Ближней Испании в 197—196 годах до н. э., а после — претор на Сицилии, носивший такое же имя.